# Александрув-Лодзький
Алекса́ндрув-Лодзький (пол. Aleksandrów Łódzki) — місто в центральній Польщі.
Належить до Згезького повіту Лодзького воєводства.
Належить до Лодзької агломерації.

## Демографія

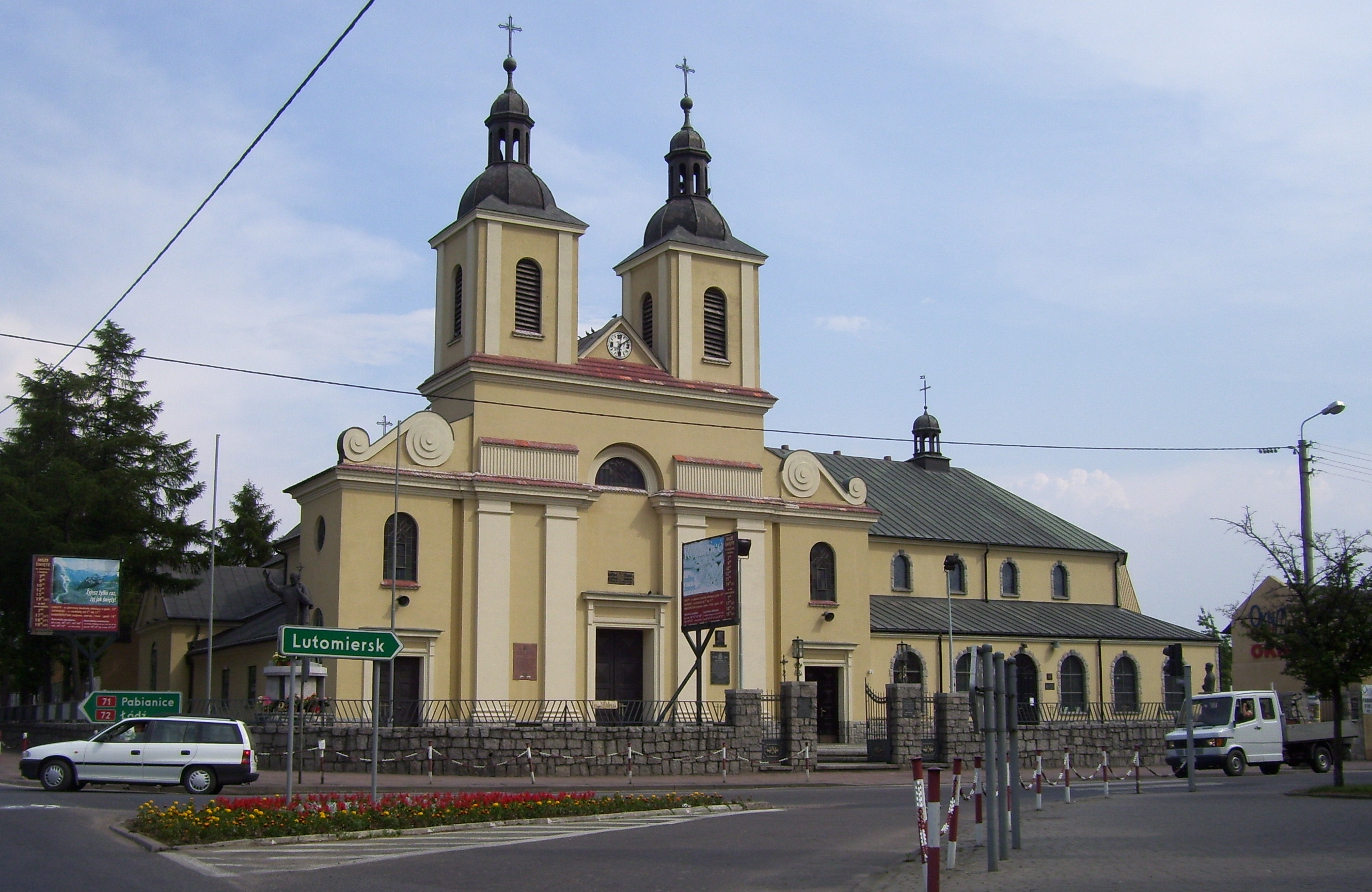
Костел Св. Архангелів Рафаіла і Михайла.

Демографічна структура станом на 31 березня 2011 року:
|          | Загалом | Допрацездатний вік | Працездатний вік | Постпрацездатний вік |
| -------- | ------- | ------------------ | ---------------- | -------------------- |
| Чоловіки | 9928    | 1888               | 6946             | 1094                 |
| Жінки    | 11157   | 1750               | 6597             | 2810                 |
| Разом    | 21085   | 3638               | 13543            | 3904                 |